# Нечитайло, Владимир Владимирович
Владимир Владимирович Нечита́йло (род. 11 января 1967 года, Москва) — вокалист группы «Технология»

## Биография
Вокалист, фронтмен группы «Технология» родом из Москвы. После окончания школы, будущий солист группы «Технология» пошёл учиться на факультет разработки вычислительных систем в МГТУ им. Баумана. До 1990 года отвечал за технику в группе «Биоконструктор», а после её распада, присоединился к новой команде уже в качестве вокалиста.
В 1991 году Нечитайло вместе с Инной Потоловой основал фан-клуб любителей Depeche Mode «Лонг Плей» и выпустил несколько номеров одноимённой газеты. Это любительское издание ставило своей целью популяризацию электронной музыки на постсоветском пространстве. Благодаря ему многие впервые услышали о таких исполнителях, как Duran Duran, Alphaville, Kraftwerk.
Из-за красивого голоса, похожего на оперный, певца часто сравнивали с британцем Дэвидом Гааном из Depeche Mode. Но сам музыкант, как и его коллеги, не любит подобные сравнения.
В 1990 году группа занимается записью демонстрационного материала, снимает видеоклипы на четыре песни. Дебютный альбом группы «Всё, что ты хочешь». В 1992 году группа выпускает альбом ремиксов «Мне не нужна информация» и приступает к записи своего нового полноформатного альбома «Рано или поздно». В сентябре 1993 года Роман Рябцев объявляет об уходе из группы, несколько месяцев спустя группу покидает и Андрей Кохаев.
В 1996 году группа Технология появляется в обновлённом составе: Владимир Нечитайло и Леонид Величковский записали альбом «Это Война». Наиболее любимый поклонниками именно Владимира, так как все вокальные партии в альбоме исполняет исключительно он. В 2003 году происходит воссоединение двух основных вокалистов группы Технология Романа Рябцева и Владимира Нечитайло. В декабре 2010 года Нечитайло и Рябцев выступили в составе группы на концерте "«Легенды „Ретро FM“» в Санкт-Петербурге с песнями из нового альбома «Носитель идей».

## Личная жизнь
В армии Владимир Нечитайло не служил. Стал лейтенантом запаса после военной кафедры. Женат.